# Chodsko

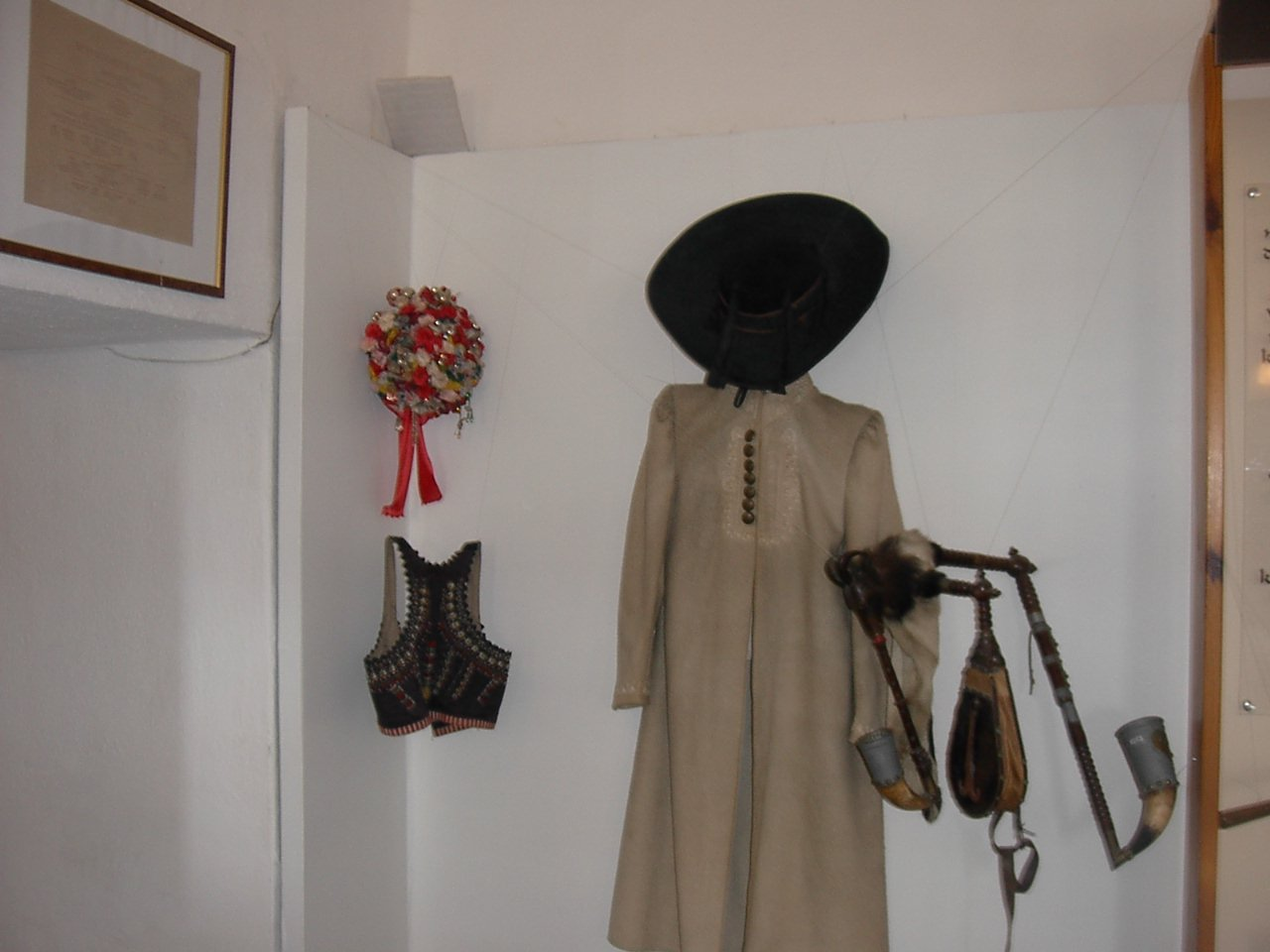
Chodský kroj v expozici Chodského muzea

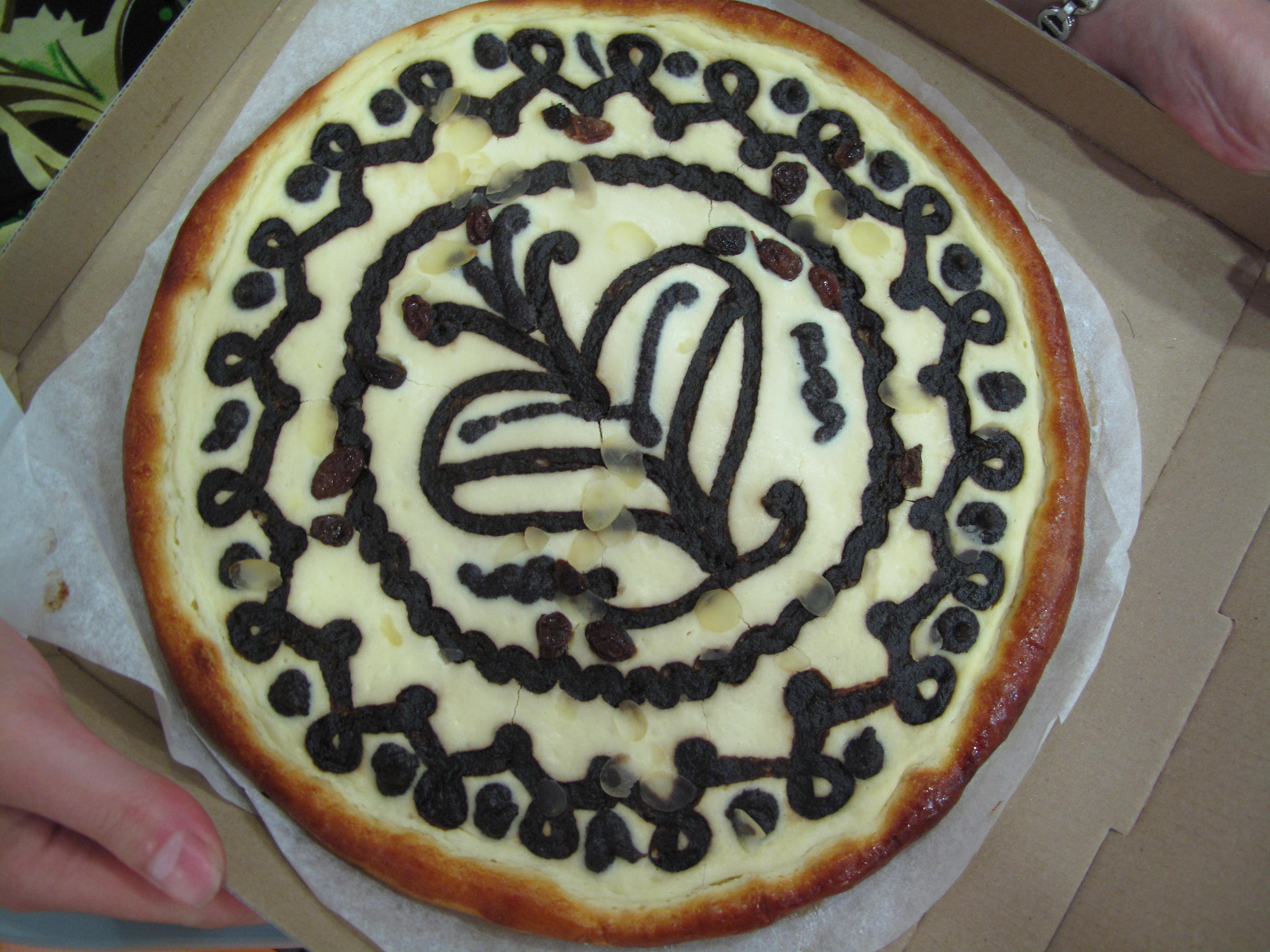
Chodský koláč

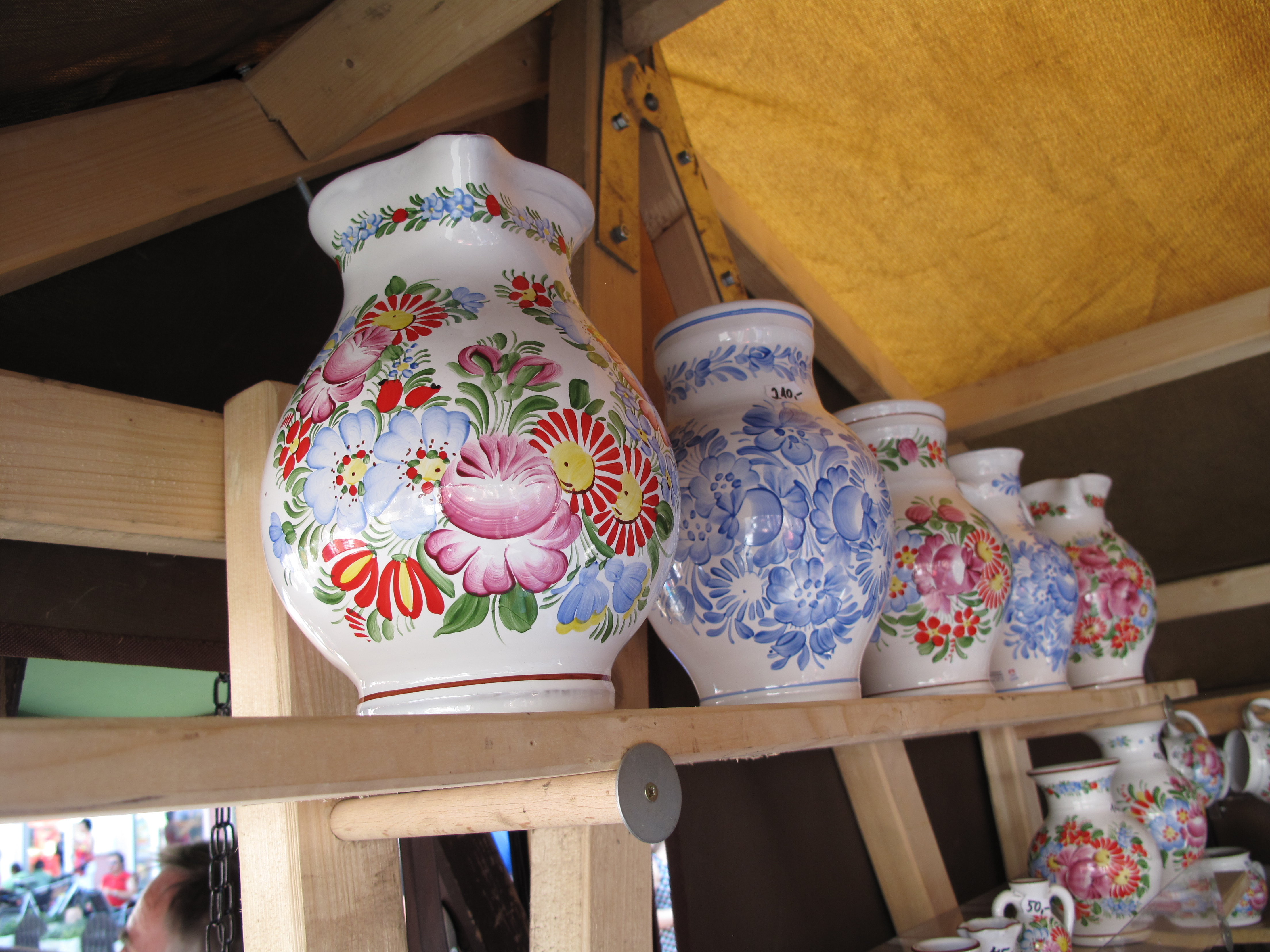
Chodská keramika

Chodsko (německy Chodenland) je historická etnografická oblast v okolí západočeského města Domažlice. Označení Chod má svůj základ ve slově chodit – chod byl ve staročeštině „výsadní sedlák, který měl po hranicích choditi a hlídati“.

## Historie
Chodové byli svobodní sedláci, kteří měli za úkol vykonávat ozbrojenou strážní službu české západní hranice. Obývali oblast od Domažlic na jihu po Bor, Tachov a Planou na severu a zajišťovali neměnný průběh hranice a bezpečný provoz na obchodní stezce vedoucí do bavorského městečka Furth im Wald. Za tuto službu získali ve 14. až 17. století panovnické výsady, které jim dávaly výjimečné postavení ve feudálním systému. V letech 1325–1612 obdrželi Chodové celkem 24 privilegií, nejdůležitějšími byly osobní svoboda a poddanství pouze králi. Měli i vlastní samosprávu. Odhaduje se, že strážní službu zajišťovalo pouze celkem asi 320 sedláků s rodinami.
Domažlice i okolní obce se přidaly k českému stavovskému povstání a za násilné rekatolizace byla novými majiteli trhanovského panství Lammingery práva Chodů postupně oklešťována, což po několika marných pokusech o odvolání k habsburskému císařskému dvoru vedlo k chodskému povstání. Po jeho porážce v roce 1695 byl v Plzni popraven vůdce odbojných sedláků Jan Sladký Kozina. Po potlačení povstání byli Chodové jako většina pobělohorského obyvatelstva Čech znevolněni a nadále se jejich postavení nijak nelišilo oproti poddaným v jiných oblastech.

## Současnost
Chodsko má doposud velmi bohaté lidové tradice. Zachoval se zde pestrý lidový kroj a bohatý folklór, který je ovlivněn folklórem bavorským. Zachovalo se i chodské nářečí a zvyky. Také se zde každý rok pořádá festival. Charakteristickým hudebním nástrojem jsou dudy. Lidový folklór připomínají různé slavnosti např. Chodské slavnosti v Domažlicích.
Zachovala se i původní lidová architektura, např. ve vesnicích Mrákov, Postřekov, Trhanov a Klenčí pod Čerchovem. Dodnes jsou živá různá lidová řemesla – krajkářství, paličkování nebo výroba tradiční lidové keramiky s typickým chodským vzorem, nebo výroba typické chodské speciality – chodských koláčů, toč nebo báč. Z Chodska dnes pochází také české národní plemeno psa – chodský pes.

## Chodská města a obce

### Domažlicko
- Domažlice
- Mrákov
- Postřekov
- Klenčí pod Čerchovem
- Chodov
- Chodská Lhota
- Draženov
- Pocinovice
- Stráž
- Tlumačov
- Újezd
- Starý Klíčov

### Přimdsko a Tachovsko
- Bažantov[2]
- Bohuslav[2]
- Hošťka[2]
- Chodský Újezd[2]
- Maršovy Chody[2]
- Písařova Vesce[2]
- Třemešné[2]
- Zadní Chodov[2]
- Žebráky[2]

## Chodsko v literatuře a umění
Chodsko inspirovalo mnoho spisovatelů a umělců. Zájem o Chodskou kulturu vyvrcholil v době českého národní obrození.
- Jindřich Jindřich – sbíral v oblasti lidové písně a tance
- Jindřich Šimon Baar – Chodské pohádky a pověsti
- Božena Němcová
- Alois Jirásek – román Psohlavci
- Karel Kovařovic – opera Psohlavci
- Mikoláš Aleš
- Jan František Hruška
- Jan Vrba